# Экзоскелет

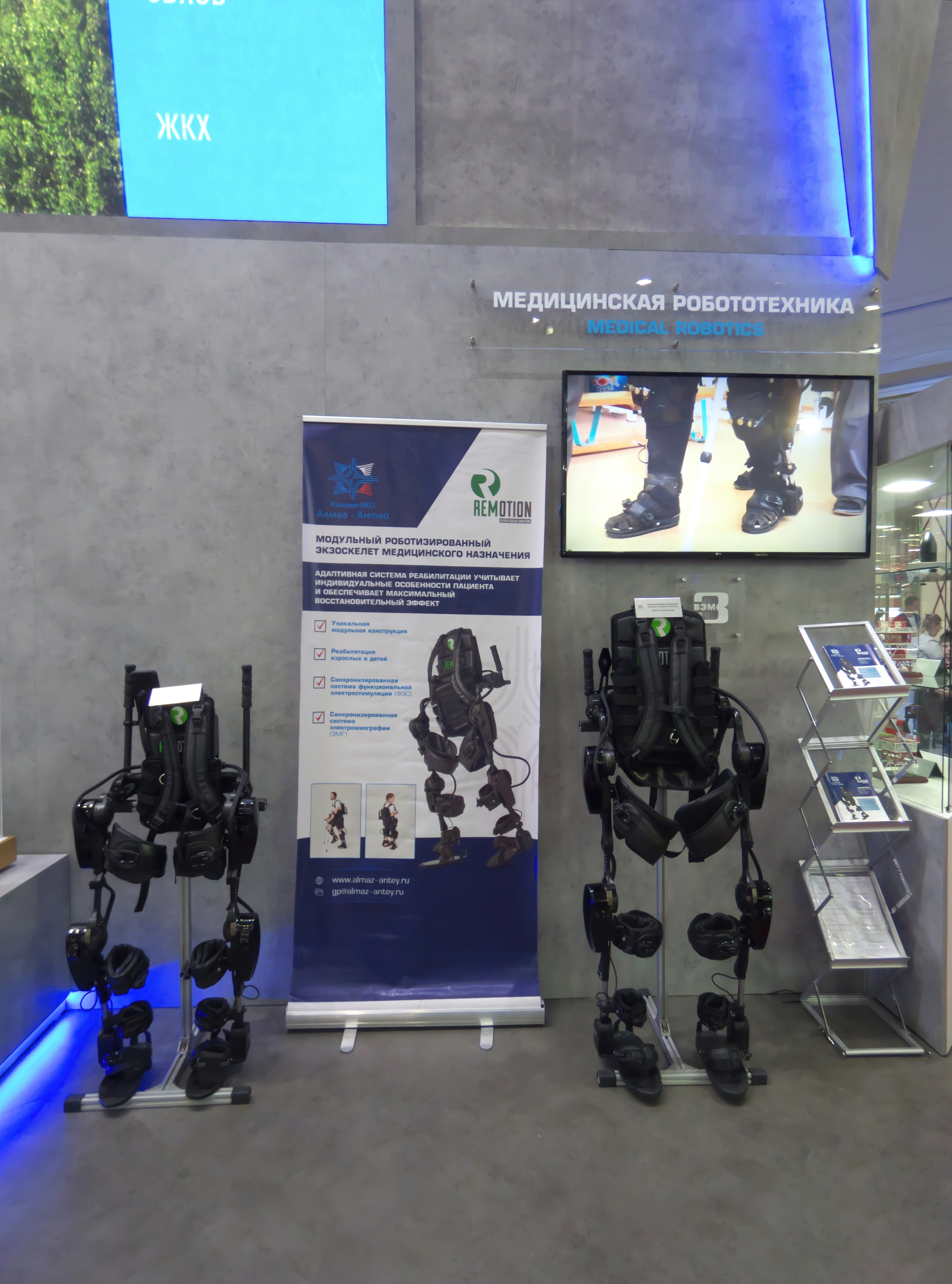
Взрослый и детский лечебные экзоскелеты российской марки «Remotion».

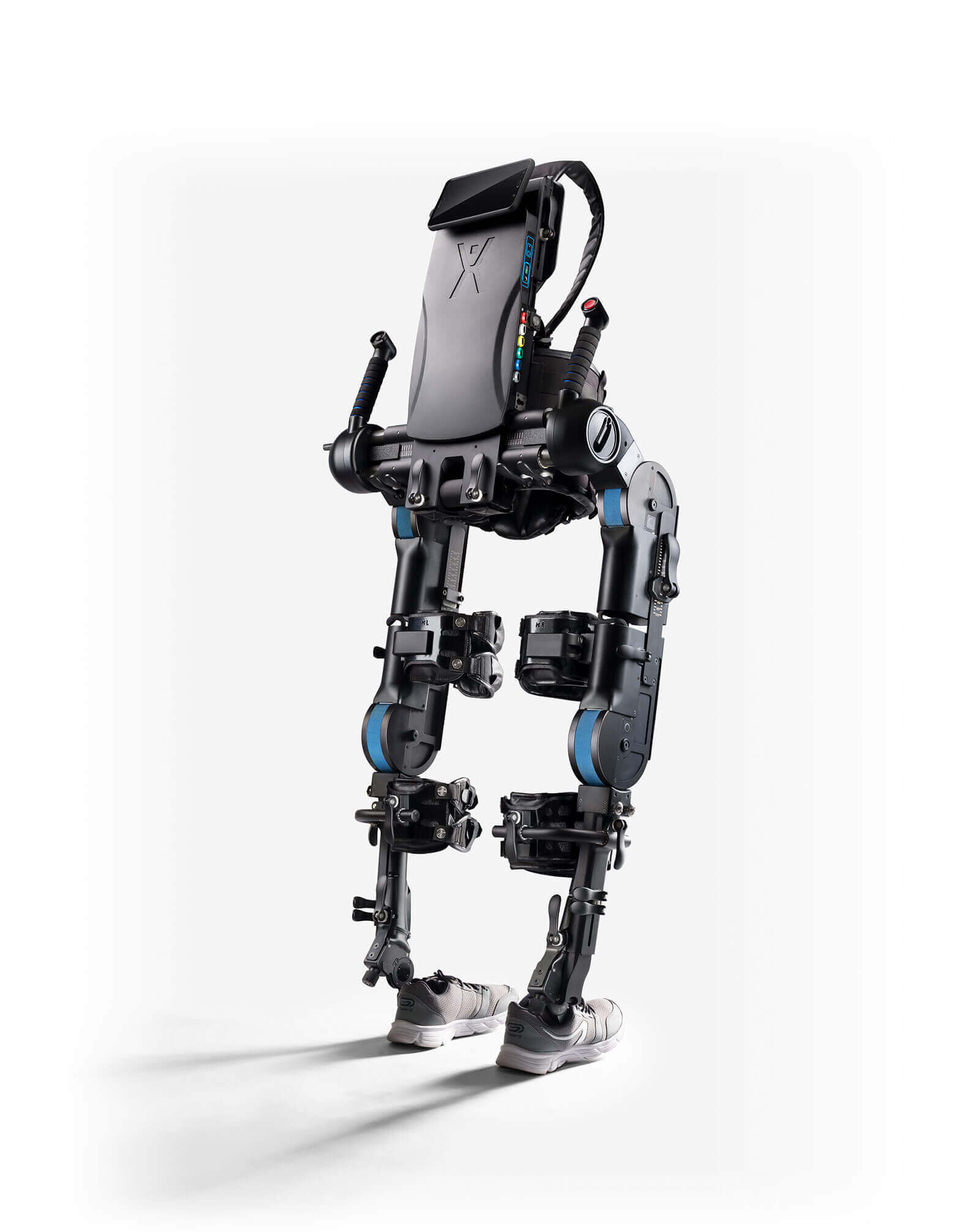
Экзоскелет для реабилитации российской марки «ExoAtlet»

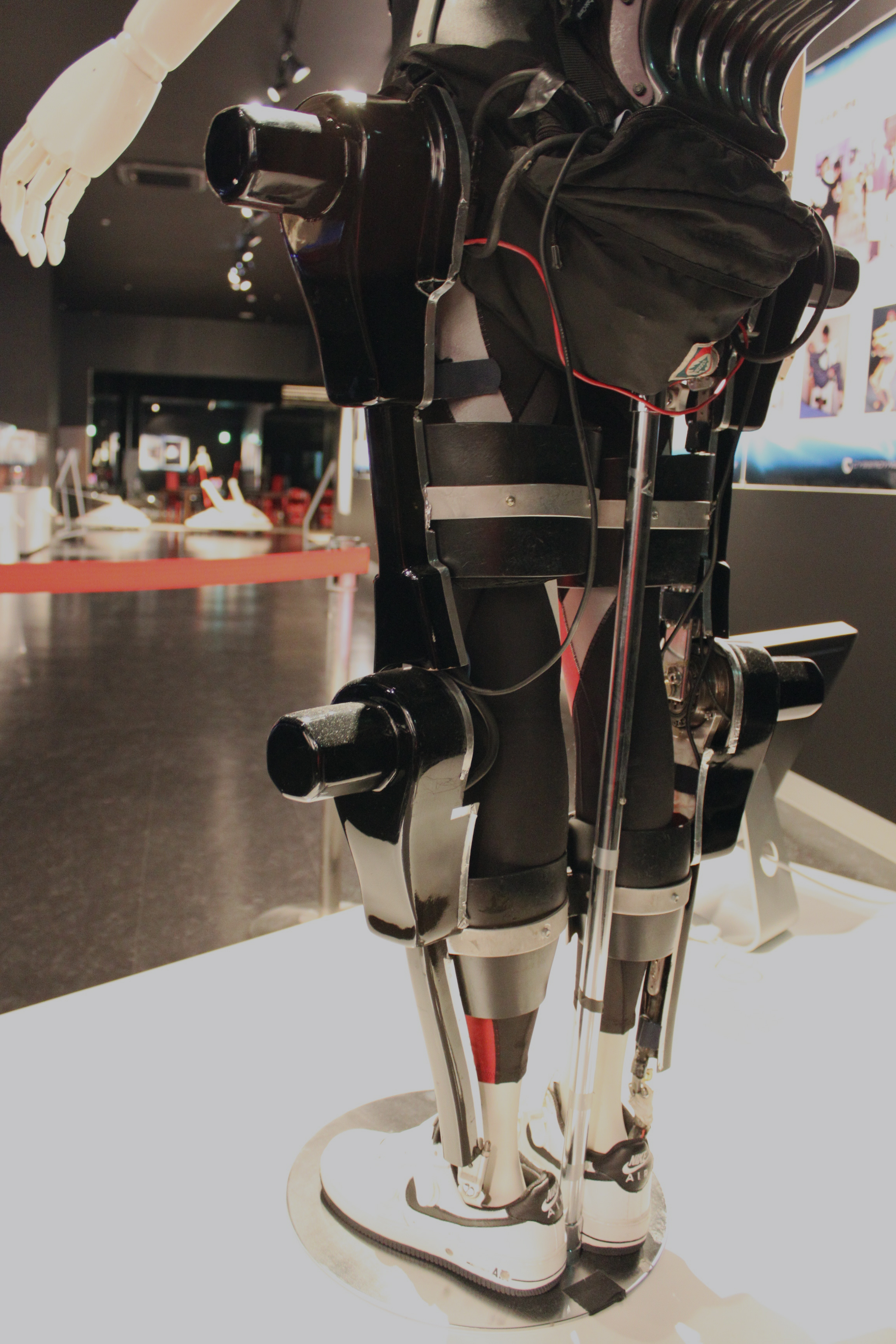

Экзоскеле́т (от греч. έξω — внешний и σκελετος — Скелет) — устройство, предназначенное для восполнения утраченных функций тела, увеличения силы мышц человека и расширения амплитуды движений за счёт внешнего каркаса и приводящих частей, а также для передачи нагрузки при переносе груза через внешний каркас в опорную площадку стопы экзоскелета.
Экзоскелет повторяет биомеханику человека для пропорционального увеличения усилий при движениях. Для определения этих пропорций следует пользоваться понятием анатомическая параметризация.

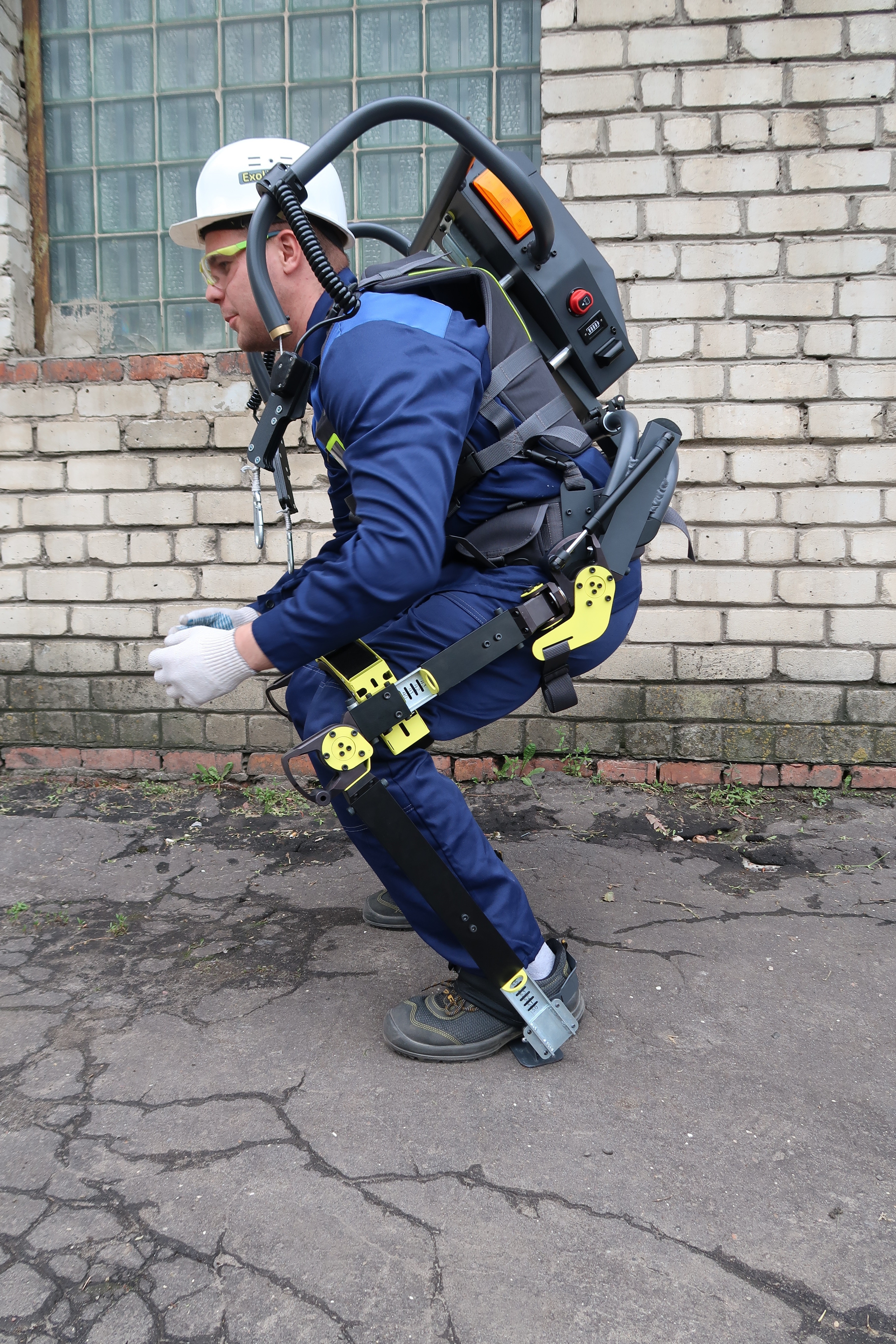
российский экзоскелет

По сообщениям открытой печати, реально действующие образцы в настоящее время созданы в России, Японии, США, ЕС и Израиле.

## История

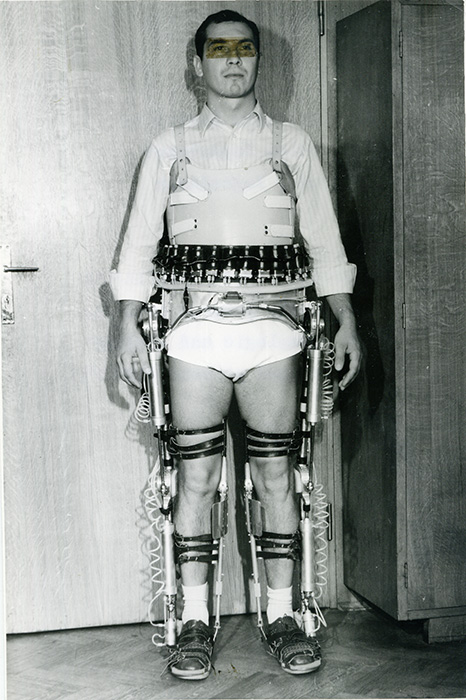
Экзоскелет 1972 год

Первый экзоскелет был совместно разработан General Electric и ВС США в 60-х, и назывался Hardiman. Он мог поднимать 110 кг при усилии, применяемом при подъёме 4,5 кг. Однако он был непрактичным из-за его значительной массы в 680 кг. Проект не был успешным. Любая попытка использования полного экзоскелета заканчивалась интенсивным неконтролируемым движением, в результате чего он никогда не проверялся с человеком внутри. Дальнейшие исследования были сосредоточены на одной руке. Хотя она должна была поднимать 340 кг, её вес составлял 750 кг, что в два раза превышало подъемную мощность. Без соединения вместе всех компонентов практическое применение проекта Hardiman было ограничено
Экзоскелет ReWalk, разработанный ReWalk Robotics, позволяет парализованным людям ходить. Новая система, по словам исследователей, может применяться пациентами в повседневной жизни.

### История разработки в  России

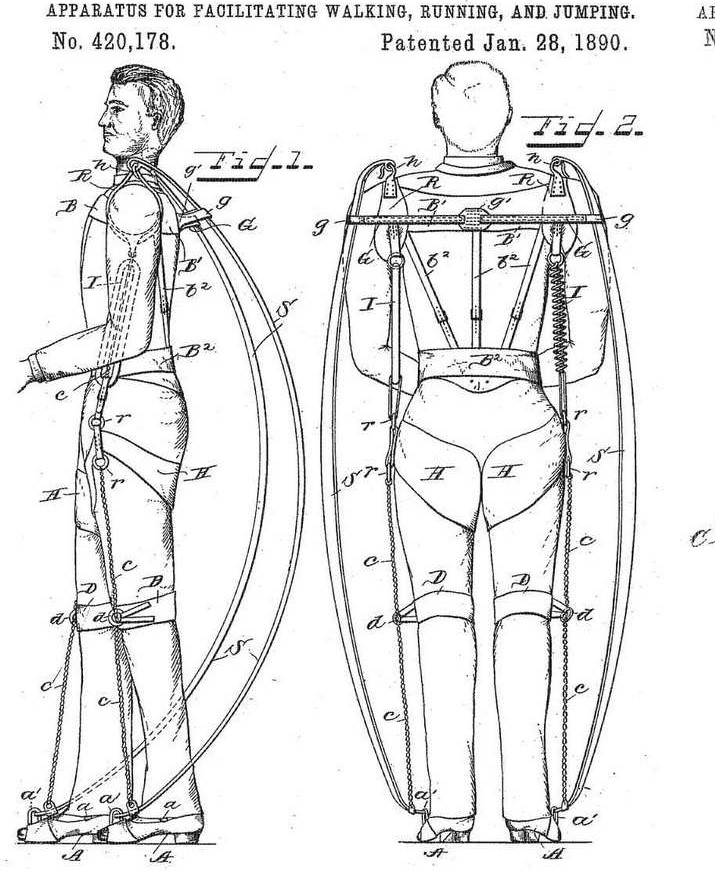
эластипед — первое в мире устройство, предназначенное для ускорения и облегчения ходьбы и бега, из пружин — предок экзоскелета, Николай Ягн (Патент N 406,328 от 2 июля 1889 года)

Первое известное устройство, предназначенное для ускорения и облегчения ходьбы и бега — эластипед, запатентованный русским изобретателем Николаем Ягном.  Первый силовой шагающий экзоскелет на пневматическом приводе разработан Миомиром Вукобратовичем в Белграде в 1969 году, аппарат давал возможность людям с параличом нижних конечностей передвигать ноги. Усовершенствованный опытный образец этого устройства имеется в экспозиции Политехнического музея.
Работы по созданию российского экзоскелета были начаты в СССР на основе результатов работы Вукобратовича, переданных в Центральный институт травматологии и ортопедии имени Н. Н. Приорова в рамках советско-югославского сотрудничества, но с приходом 
к власти Михаила Горбачёва   финансирование проекта прекратилось, как и многих других. Возобновление работ произошло только в 2011 году в рамках федеральной целевой программы «Исследования и разработки по приоритетным направлениям развития научно-технологического комплекса России на 2007—2013 годы».

## Классификация
Экзоскелеты, созданные на сегодняшний день, или находящиеся в стадии перспективных разработок, могут быть классифицированы по следующим признакам:
- Тип исполнительного механизма;
- Наличие привода усиления сочленений;
- Анатомическое расположение усиленных сочленений;
- Наличие встроенного источника энергии;
- Вид используемого силового привода;
- Способ получения управляющего сигнала;
- Тип силовой установки и источника энергии;
- Область практического применения.

Наиболее полную и современную классификацию предложил профессор Воробьев А. А. и соавторы (2015 г.)
В основу предлагаемой классификации положены несколько принципов.

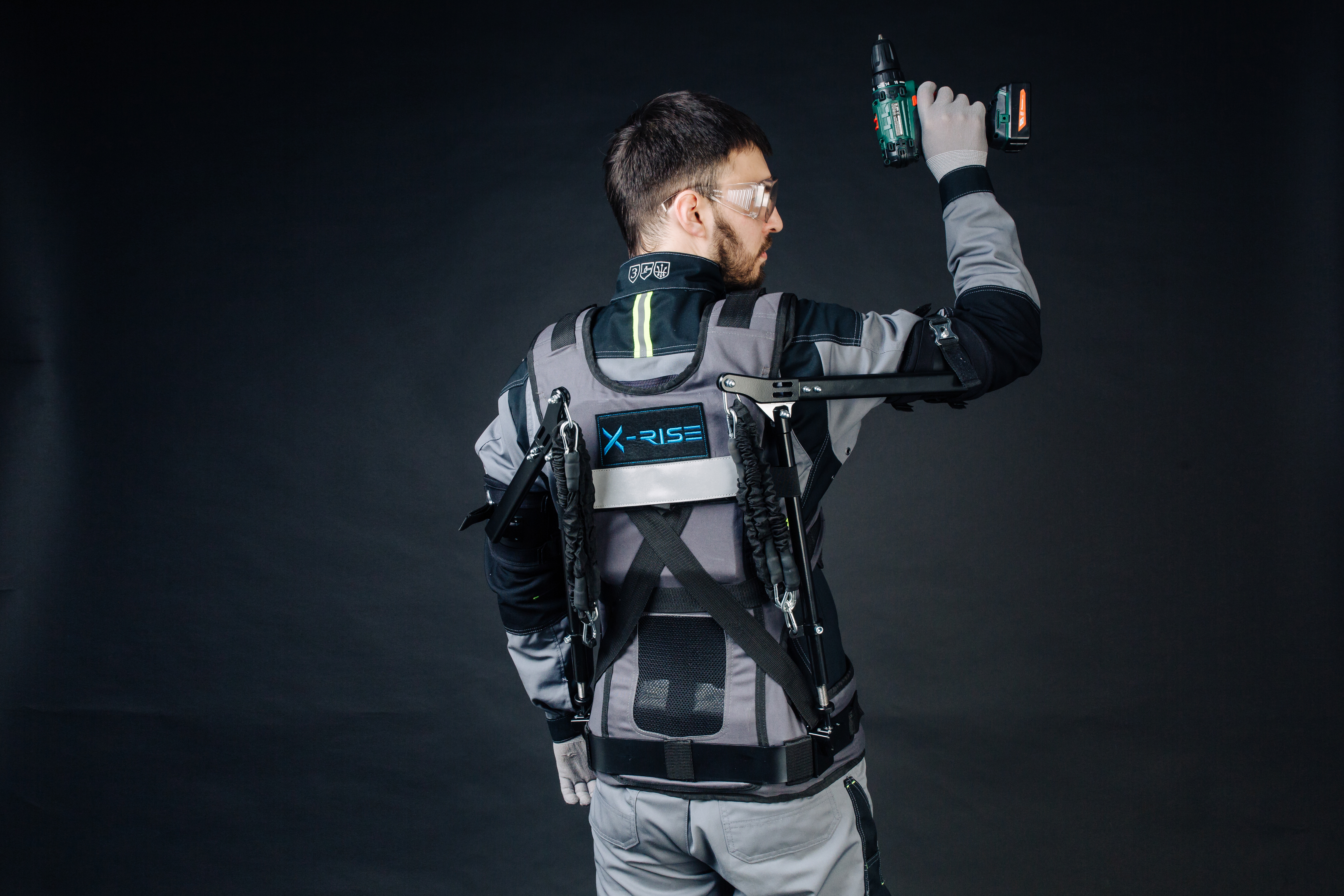
Промышленный экзоскелет X-RISE

1. По источнику энергии и принципу работы привода:
  1. пассивные экзоскелеты;
  2. полуактивные;
  3. активные экзоскелеты.
2. По точке приложения (локализации):
  1. экзоскелет верхних конечностей;
  2. экзоскелет нижних конечностей;
  3. экзоскелет-костюм.
3. По стоимости (условно):
  1. низкой стоимости (доступные): 700—10000 $;
  2. средней ценовой категории: 10000—50000 $;
  3. высокой стоимости — более 50000 $.
4. По области применения:
  1. военный;
  2. медицинский;
  3. промышленный;
  4. сервисные;
  5. космический.
5. По весу конструкции:
  1. лёгкие — до 5 кг;
  2. средней весовой категории — от 5 до 30 кг;
  3. тяжелые — более 30 кг.
6. По количеству функций:
  1. экзоскелеты простого назначения;
  2. экзоскелеты двойного назначения;
  3. экзоскелеты с расширенными функциями.
7. По мобильности пациента:
  1. мобильные;
  2. фиксированные (стационарные).

## Направления разработок

### Экзоскелеты для военных

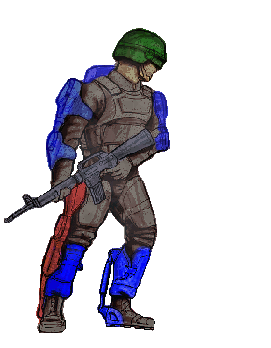
Эскиз экзоскелета Министерства обороны США.

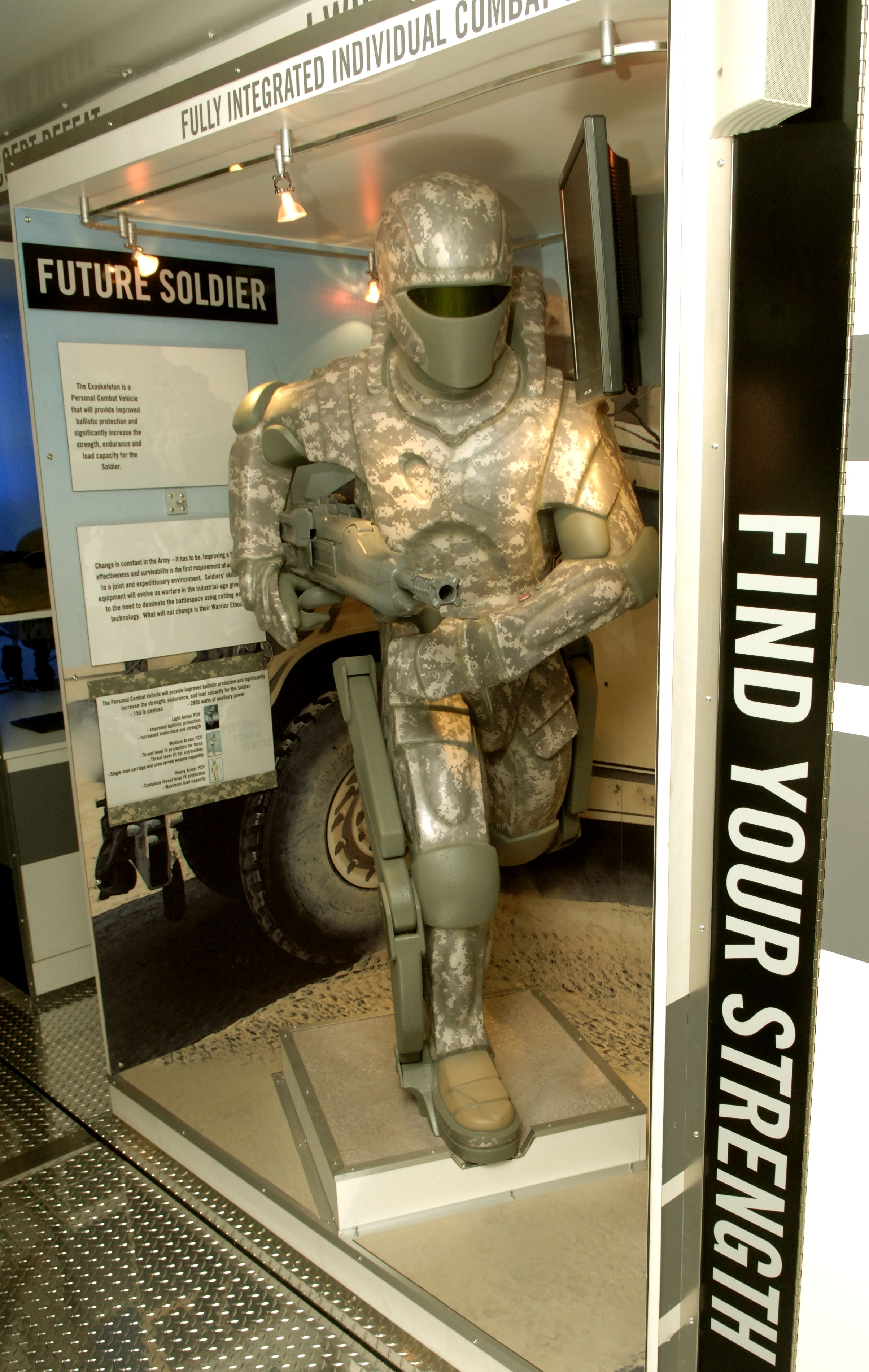
Экзоскелет в составе концепта «Future Soldier» армии США.

Одним из главных направлений разработок является военное применение экзоскелетов с целью повышения мобильности тактических групп и подразделений, действующих в пешем порядке, за счет компенсации физической нагрузки солдат, вызванной чрезмерным весом экипировки. Повышение подвижности и скорости человека может также сопровождаться увеличением силы того, кто использует экзоскелет.
Интеграция экзоскелета в экипировку будет сопровождаться превращением его в многофункциональную систему. Помимо своего основного предназначения, он может выполнять функции электрогенератора, хранилища аккумуляторных батарей, каркаса для крепления модулей бронезащиты, средств телекоммуникаций, различного рода сенсоров и датчиков, прокладки линий электропитания и передачи данных. Заслуживает внимания применение элементов конструкции экзоскелета в роли антенной системы для передачи и приема радиосигналов.

#### Экзоскелет Raytheon XOS 2
XOS 2 — это роботизированный костюм второго поколения, разработанный Raytheon для армии США. Компания впервые продемонстрировала возможности экзоскелета в своем исследовательском центре в Солт-Лейк-Сити в штате Юта в сентябре 2010 года. Роботизированный костюм увеличивает силу, ловкость и выносливость солдата внутри него. В XOS 2 используется гидравлическая система высокого давления, позволяющая владельцу поднимать тяжелые предметы в соотношении 17:1 (фактический вес к воспринимаемому весу). Это позволяет повторно поднимать нагрузку без усталости или травмы.
Агентство перспективных исследовательских проектов обороны США (DARPA) инициировало разработку экзоскелетов в 2001 году в рамках программы Exoskeletons for Human Performance Augmentation. Агентство финансировало 50 млн долларов различным участникам в рамках пятилетней программы. Однако только двое из них активно участвуют в разработке прототипов экзоскелета для американских военных.
Система XOS была первоначально разработана как Wearable Energetically Autonomous Robot (WEAR) от Sarcos Research из Солт-Лейк-Сити, штат Юта. Разработка биомеханического робота началась в 2000 году. Компания, основанная в 1983 году, была приобретена Raytheon в ноябре 2007 года.
Роботизированный костюм второго поколения XOS 2 использует более легкий материал и примерно на 50 % эффективнее, чем XOS 1. Ожидается, что экзоскелет будет весить около 95 кг. Он использует комбинацию контроллеров, датчиков, высокопрочного алюминия и стали, которые позволяют структурам и приводам выполнять задачи.
Система XOS 2 оснащена гидравлическим двигателем внутреннего сгорания с электрическими системами. Прототип привязан к источнику питания гидравлики с помощью провода, гидравлическими приводами управляет двигатель. Различные датчики, оборудованные всей системой, определяют положение и требуемую силу.

#### Экзоскелет «Ратник-3»
Проект «Ратник-3» ведётся многими российскими предприятиями для российской армии. Известно, что в «Ратнике-3» присутствует активный экзоскелет. Ориентировочный срок поставок экипировки «Ратник-3» — 2025 год.

### Экзоскелеты для инвалидов и пожилых

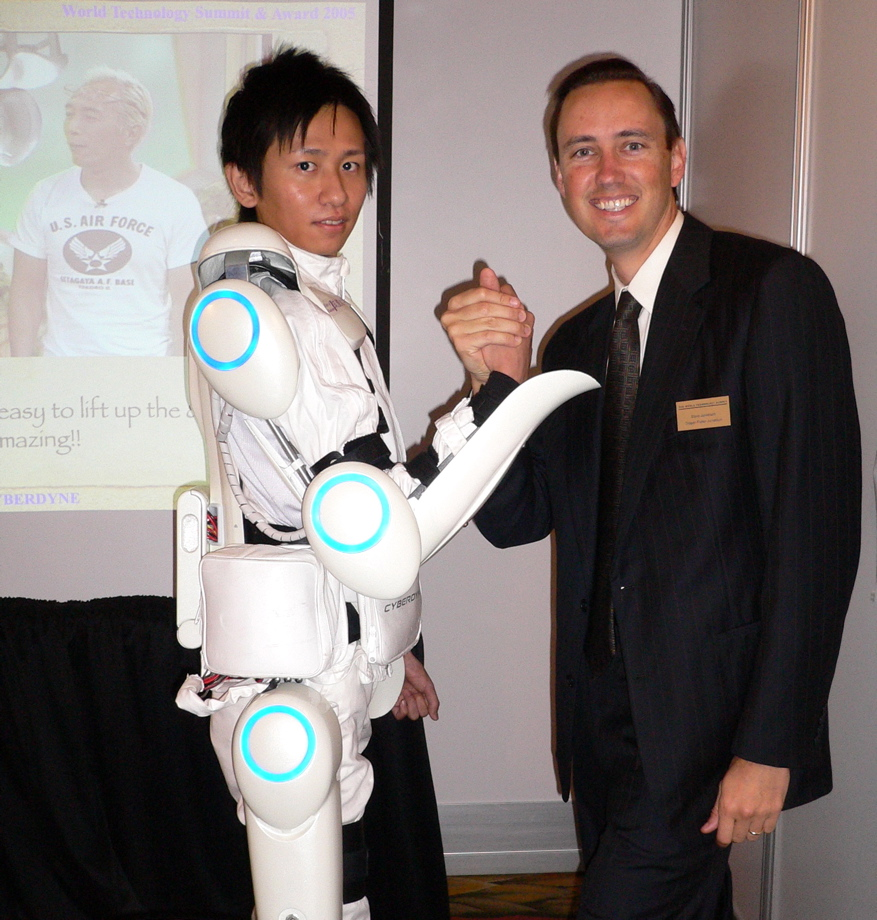
Hybrid Assistive Limb

Другой возможной областью применения экзоскелетов является помощь травмированным людям и людям с инвалидностью, парализованным людям, пожилым людям, которые имеют проблемы с опорно-двигательным аппаратом из-за старческой немощи или других болезней.
Некоторые экзоскелеты (Hybrid Assistive Limb, Honda Walking Assist Device, ReWalk) позиционируются как устройства для людей с проблемами опорно-двигательного аппарата. Honda Walking Assist Device был произведен компанией Honda в трёх размерах — малый, средний (масса 2,8 кг), большой.
Разработкой российского экзоскелета под названием Экзоатлет занимается команда учёных из проекта ExoAtlet, первого российского медицинского экзоскелета для реабилитации, социальной адаптации и интеграции людей с нарушением локомоторных функций нижних конечностей. Как заявляют разработчики, такой экзоскелет подойдет не только людям с травмой спинного мозга, но и с последствиями инсульта. В настоящее время создано несколько действующих прототипов изделия. Последняя модификация, ExoAtlet Albert, управляется с костылей и позволяет человеку самостоятельно ходить, садиться, вставать. Со слов руководителей проекта, первые продажи начнутся в 2016 году.

#### Медицинский экзоскелет PHOENIX
Проект компании suitX также известной как US Bionics. Директором компании является Homayoon Kazerooni. PHOENIX — является одним из самых легких экзоскелетов весом 12,25 кг. Разработан для людей с нарушением опорно-двигательной системы, а именно для людей, которые не могут ходить самостоятельно. Скорость передвижения составляет 0,5м/с, оснащен аккумуляторной батареей с запасом беспрерывного хода до 4 часов и до 8 часов с перерывами. Имеет регулируемые размеры и может настраиваться под пользователей разного телосложения и роста. PHOENIX оснащен набедренными двигателями, которые приводят в действие коленные суставы экзоскелета, позволяя свободно передвигаться. Он спроектирован таким образом, что оператор не чувствует его веса и находится на нем. При столкновении с препятствием экзоскелет компенсирует удар не перенося его на владельца.

### Экзоскелет при переломе нижней челюсти

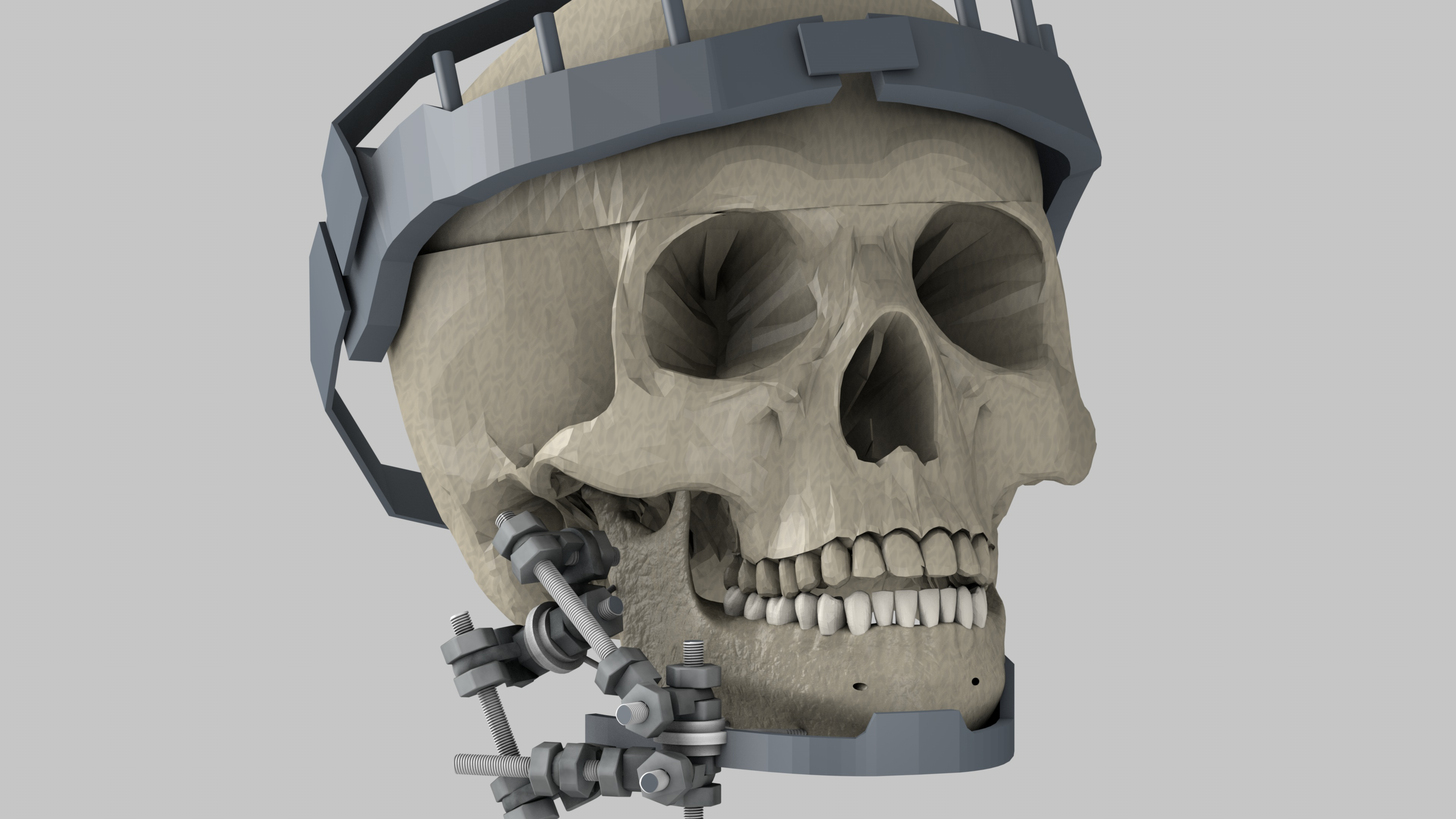
Экзоскелет нижней челюсти.

Для реабилитации пациентов с переломами нижней челюсти был разработан экзоскелет нижней челюсти, он направлен на лечение у пациентов дефектов нижней челюсти с возможностью восстановления жевательной функции в ранний послеоперационный период и на этапах реабилитации. Данное устройство впервые предоставляет пациенту не только двигательную активность нижней челюсти, но и компенсирует патологические силы, возникающие вследствие использования аппарата внешней фиксации отломков костей.

### Экзоскелеты для МЧС
Модификации экзоскелетов, а также отдельные их модели, могут оказывать значительную помощь спасателям при разборах завалов рухнувших зданий. При этом экзоскелет может защитить спасателя от падения обломков.

### Проблема с источниками энергии
В наше время большой преградой для начала постройки полноценных экзоскелетов является отсутствие подходящих источников энергии, которые могли бы в течение длительного времени позволить машине работать автономно.

### Погрузчик-экзоскелет
В 1960-е гг. компания General Electric разработала электрическую и гидравлическую конструкцию под названием Hardiman, по форме напоминавшую погрузчик-экзоскелет, который лейтенант Эллен Рипли (В фильме 1986 года «Чужие») использует в финальном бою против матки Чужих, однако при весе в 1500 фунтов (680,4 кг) конструкция была неэффективна.
Рабочие примеры экзоскелетов были построены, но широкое применение таких моделей пока невозможно. Это, например, экзоскелет XOS компании Sarcos, который был разработан на заказ армии США. По заявлениям прессы, машина удачно спроектирована но, из-за отсутствия аккумуляторов достаточной ёмкости, демонстрацию пришлось проводить в режиме работы от сети (ролик с демонстрацией есть на YouTube).

### Универсальные экзоскелеты

#### MS-02 PowerLoader
Проект дочерней компании Panasonic — компании ActiveLink. Применяемые экзоскелеты используются для увеличения силы солдат; также, роботизированные опоры для ног способны помочь парализованным людям ходить, могут использоваться работниками атомных электростанций и сотрудниками МЧС в случае стихийных бедствий.
Костюмы ActiveLink разработаны таким образом, что пользователи могут закрепить их и начать работать за 30 секунд или меньше. Приведенные в действие экзоскелеты для реабилитации или других медицинских применений часто используют датчики электрической активности мышцы, которые требуют времени для калибровки.

### Туристические экзоскелеты
С начала 2024 года широкое распространение получили активные туристические экзоскелеты. Первым удачным проектом подобного типа стал экзоскелет китайской компании  HyperShell. Хотя основная изначальная задача этих экзоскелетов была облегчить подъём в гору и увеличить количество пройденных в походе шагов, из-за сравнительно небольшой стоимости и удобства использования (в том числе применения ИИ для адаптации к движениям пользователя) туристические экзоскелеты стали массово использовать люди с ограниченными возможностями .

### Экзоскелеты для дайвинга

#### Экзоскелет компании Nuytco Research Ltd
Твёрдый костюм позволяет дайверам погружаться под воду на глубину 1000 футов. Экзоскелет сделан из алюминиевого сплава A536. Вес — от 225 килограмм. Максимальное время погружения — 60 часов.

### Экзоскелеты для космонавтов

#### RL Mark VI[источникне указан 544 дня]
Продукт компании Solar System Express. RL Mark VI позволит спускаться с высоты до 62 миль (100 км) над земной поверхностью на самом краю космоса и приземляться вертикально с использованием гироскопических ботинок вместо парашюта. Этот костюм повысит безопасность и производительность на пилотируемых космических полетах, обеспечит средства для выхода из возможных катастрофических аварий и расширит возможности космического туризма и научных исследований.

### Экзоскелеты для медиков

#### Российский экзоскелет эндохирурга
В 2019 году волгоградские врачи Александр Воробьёв и Фёдор Андрющенко представили первый экзоскелет хирурга, призванный облегчить выполнение многочасовых эндоскопических операций путём снижения нагрузки с позвоночника и рук хирурга. В конце марта была проведена первая операция с использованием данного экзоскелета.

## В научной фантастике
Экзоскелеты часто фигурируют в научно-фантастических произведениях, чаще всего как военная техника — в виде силовой брони или боевого скафандра.

### В литературе и комиксах
- Одно из первых и самых известных[22] изображений боевого экзоскелета в научной фантастике представлено в романе Роберта Хайнлайна «Звёздный десант» (1959). Герои романа применяют бронированные боевые скафандры с интегрированными экзоскелетами, позволяющими бегать, прыгать на большую высоту при помощи встроенных ракетных двигателей, оснащенные разнообразным вооружением и оборудованием. Образ, созданный Хайнлайном, заложил основу представлений о силовой броне в фантастике и повлиял на многие последующие произведения; он упоминается как источник вдохновения создателей Warhammer, StarCraft и многих других вселенных.
- Чуть более раннее представление концепции брони с экзоскелетом содержится в романе «Том Свифт и его реактивный морпех» (Tom Swift and His Jet Marine) из многоавторской серии «Том Свифт», опубликованном в 1954 году.
- В комиксах серии «Железный человек» издательства Marvel и их экранизациях рассказывается, как главный герой, Тони Старк, создал серию экзоскелетов, способных летать и оснащённых разнообразным вооружением и приспособлениями.
- Экзоскелеты или близкие к ним конструкции («прыгающие скелеты» — стальные, обшитые кожей каркасы с электродвигателем, пружинами и амортизаторами для индивидуального передвижения) также фигурируют в романе Ивана Ефремова «Туманность Андромеды» (1957), романе Станислава Лема «Фиаско» (1987), книгах серии «Гиперион» Дэна Симмонса, «Сага о Форкосиганах» Лоис Буджолд, «Древний» Сергея Тармашева, рассказе Сергея Житомирского «Ошибка» (под названием «электропневмомультипликатор»)[23] и других.

### В фильмах и анимации
Экзоскелеты или схожие с ними конструкции используют персонажи:
- Киносерий «Матрица» (APU — Armored Personnel Units);
- Фильмов «Аватар», «Притяжение», «Район №9» (нечто среднее между экзоскелетом и шагоходом)[22], «Элизиум — рай не на Земле», «Бросок кобры», «Дети шпионов 4D»;
- Одна из самых известных сцен, связанных с экзоскелетами[22], показана в фильме «Чужие», где главная героиня Эллен Рипли в финальном бою против матки Чужих использует погрузчик-экзоскелет;
- В фильме «Грань будущего» все бойцы ведут боевые действия в экзоскелетах;
- В мультсериале «Эхо-взвод» идея боевых летающих экзоскелетов лежит в основе сюжета[22].

### В играх
Экзоскелеты показаны в сериях компьютерных игр:
- Во вселенной "Warhammer 40,000 силовыми доспехами, во многом напоминающими экзоскелеты, пользуются войска Империума, Тау и ряда других фракций;
- Deus Ex;
- Call of Duty: Advanced Warfare;
- StarCraft (у терранов и протоссов);
- Fallout («силовая броня», питаемая атомной энергией[22]);
- Crysis (интеллектуальная броня на основе нанотехнологий[22], позволяет на некоторое время становиться невидимым);
- «Halo» (главный герой, Мастер Чиф, носит броню марки MJOLLNIR[22]);
- S.T.A.L.K.E.R.;
- Bulletstorm;
- Section 8;
- «Chaser: Вспомнить всё»;
- Bet on Soldier;
- Metal Gear Solid;
- «Чужой против Хищника»;
- Killzone 3;
- Vanquish;
- X-COM;
- «Операция Silent Storm» («Панцеркляйны», искаж. нем. маленькие танки);
- F.E.A.R. 3;
- Chrome;
- Red Faction: Armageddon;
- Mass Effect 3;
- C&C: Red alert 3;
- Parkan;
- Lost Planet;
- PlanetSide;
- BioShock Infinite;
- Half-Life;
- Санитары подземелий (Имперский боевой костюм десантника);
- Wolfenstein;
- Warframe;
- Doom;
- Death Stranding (Силовой контур).